# سیارک ۱۰۹۵۰
سیارک ۱۰۹۵۰ (به انگلیسی: 10950 Albertjansen، نامگذاری:4049P-L) ده هزار و نهصد و پنجاهمین سیارک کشف شده‌است که در ۲۴ سپتامبر ۱۹۶۰ کشف شد.